# Championnat du monde de Rubik's cube 2013
Navigation
Édition précédente Édition suivante
Le championnat du monde de Rubik's Cube 2013, organisé par la WCA, s'est déroulé à Las Vegas (États-Unis) du 26 au 28 juillet 2013.
Cette compétition aura accueilli 580 participants et 35 pays différents.

## Résultats
| Épreuves                              | Or               | Argent                            | Bronze           |
| ------------------------------------- | ---------------- | --------------------------------- | ---------------- |
| Rubik's cube                          | Feliks Zemdegs   | Mats Valk                         | Sebastian Weyer  |
| 2x2x2                                 | Cameron Stollery | Michał Pleskowicz                 | Mats Valk        |
| 4x4x4                                 | Feliks Zemdegs   | Sebastian Weyer                   | Mats Valk        |
| 5x5x5                                 | Kevin Hays       | Feliks Zemdegs                    | Jong-Ho Jeong    |
| 6x6x6                                 | Kevin Hays       | Yi Seung-Woo                      | Michał Halczuk   |
| 7x7x7                                 | Kevin Hays       | Bence Barát                       | Feliks Zemdegs   |
| 3x3x3 à l'aveugle                     | Marcell Endrey   | Gabriel Alejandro Orozco Casillas | Marcin Zalewski  |
| 3x3x3 résolution optimisée            | Steven Xu        | Devin Corr-Robinett               | Sébastien Auroux |
| 3x3x3 à une main                      | Feliks Zemdegs   | Michał Pleskowicz                 | Weston Mizumoto  |
| 3x3x3 avec les pieds                  | Jakub Kipa       | Henrik Buus Aagaard               | Louis Cormier    |
| Megaminx                              | Simon Westlund   | Louis Cormier                     | Chris Wall       |
| Pyraminx                              | Drew Brads       | Oscar Roth Andersen               | Daniel Wu        |
| Rubik's Clock                         | Deven Nadudvari  | Evan Liu                          | Daniel Sheppard  |
| Square-1                              | Ruzhen Ye        | Nathan Dwyer                      | Michał Halczuk   |
| 4x4x4 à l'aveugle                     | Marcell Endrey   | Marcin Zalewski                   | Noah Arthurs     |
| 5x5x5 à l'aveugle                     | Marcell Endrey   | Zane Carney                       | Julian David     |
| 3x3x3 résolution multiple à l'aveugle | Marcell Endrey   | Tim Wong                          | Noah Arthurs     |

## Tableau des médailles
| Rang  | Nation       | Or | Argent | Bronze | Total |
| ----- | ------------ | -- | ------ | ------ | ----- |
| 1     | États-Unis   | 6  | 4      | 4      | 14    |
| 2     | Australie    | 4  | 2      | 1      | 7     |
| 3     | Hongrie      | 4  | 1      | 0      | 5     |
| 4     | Pologne      | 1  | 3      | 3      | 7     |
| 5     | Chine        | 1  | 0      | 0      | 1     |
| 5     | Suède        | 1  | 0      | 0      | 1     |
| 7     | Danemark     | 0  | 2      | 0      | 2     |
| 8     | Pays-Bas     | 0  | 1      | 2      | 3     |
| 8     | Allemagne    | 0  | 1      | 2      | 3     |
| 8     | Canada       | 0  | 1      | 2      | 3     |
| 11    | Corée du Sud | 0  | 1      | 1      | 2     |
| 12    | Mexique      | 0  | 1      | 0      | 1     |
| 13    | Royaume-Uni  | 0  | 0      | 2      | 2     |
| Total | Total        | 17 | 17     | 17     | 51    |